# Ďáblovo schodiště (Skotsko)

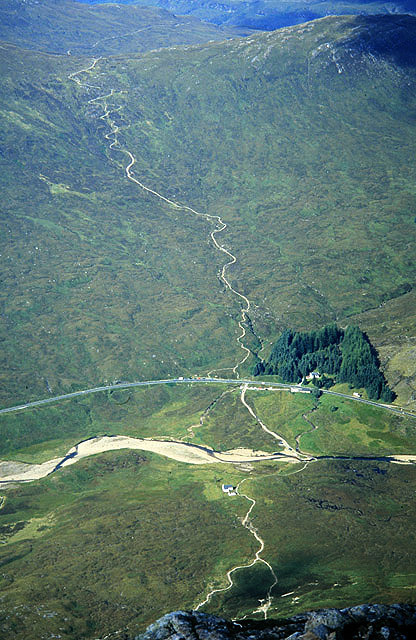
Letecký pohled na stezku.

Ďáblovo schodiště (anglicky Devil's Staircase) je část dálkové pěší stezky West Highland Way v západním Skotsku, která překonává sedlo hřebenu Aonach Eagach (550 m n. m.) severo-jižním směrem mezi obcí Kinlochleven a řekou River Coupall. 
Ďáblovo schodiště je nejvyšším bodem trasy West Highland Way. Ze sedla v nadmořské výšce 550 m je možné vidět severozápadním směrem obec Kinlochleven a jižně údolí Glen Coe s horou Buachaille Etive Mòr. Stezka vznikla v rámci výstavby staré vojenské silnice, kterou nechal zbudovat britský důstojník George Wade. Název stezky vznikl podle obtížnosti terénu, který pracovníci na stavbě nedaleké cesty museli překonávat. V roce 1909 byla stezka využívána opětovně, tentokrát dělníky, kteří pobývali v prostoru dnešního hotelu King's House a kteří pracovali v Kinlochleven na stavbě vodní elektrárny. 
Cesta k Ďáblovu schodišti začíná na parkovišti podél v blízkosti silnice č. A82 ve východní části pohoří Aonach Eagach. Přístupová cesta vede podél silnice, poté se odpojuje u domu Altnafeadh severozápadním směrem. Celkový úsek je dlouhý zhruba 14 km, převýšení v rámci cesty dosahuje 305 m. 